# Бражник підмаренниковий
Бражник підмаренниковий (Hyles gallii) — вид метеликів із родини бражникових (Sphingidae). Поширений у Голарктиці.

## Опис
Розмах крил дорослого бражника — 60—80 мм. Передні крила темні, зеленувато-сірі чи оливково-бурі, з вохристою смугою від вершини крила до внутрішнього краю, їхній зовнішній край світліший. Задні крила темнобрунатні з червонястою перепаскою, білуватою при основі крила, зовнішній край теж зі світлою смугою.
Гусениця зелена, по боках з чорно-жовтими вічкоподібними плямами. Ріг на кінці черевця червоний.

## Спосіб життя
Імаго ввечері в сутінках живиться на квітках, вночі прилітає на світло. В Україні розвивається два покоління: I — травень-липень, II — серпень-жовтень.
Гусениця живиться на підмареннику, зноті, в Північній Америці на рослинах роду Clarkia. Обертається в лялечку в ґрунті, зимує на цій стадії.

## Поширення
Поширений у Палеарктиці, від Піренейського півострова до північної Японії. Мешкає у середній смузі Європи, а також подекуди в Південній Європі. У горах зустрічається на висоті до 2000 метрів, зокрема в Непалі. Також відомий у Північній Америці: від Ньюфаундленда до Пенсильванії на півдні, і далі на захід до півдня Аляски та північної Каліфорнії.

## Галерея

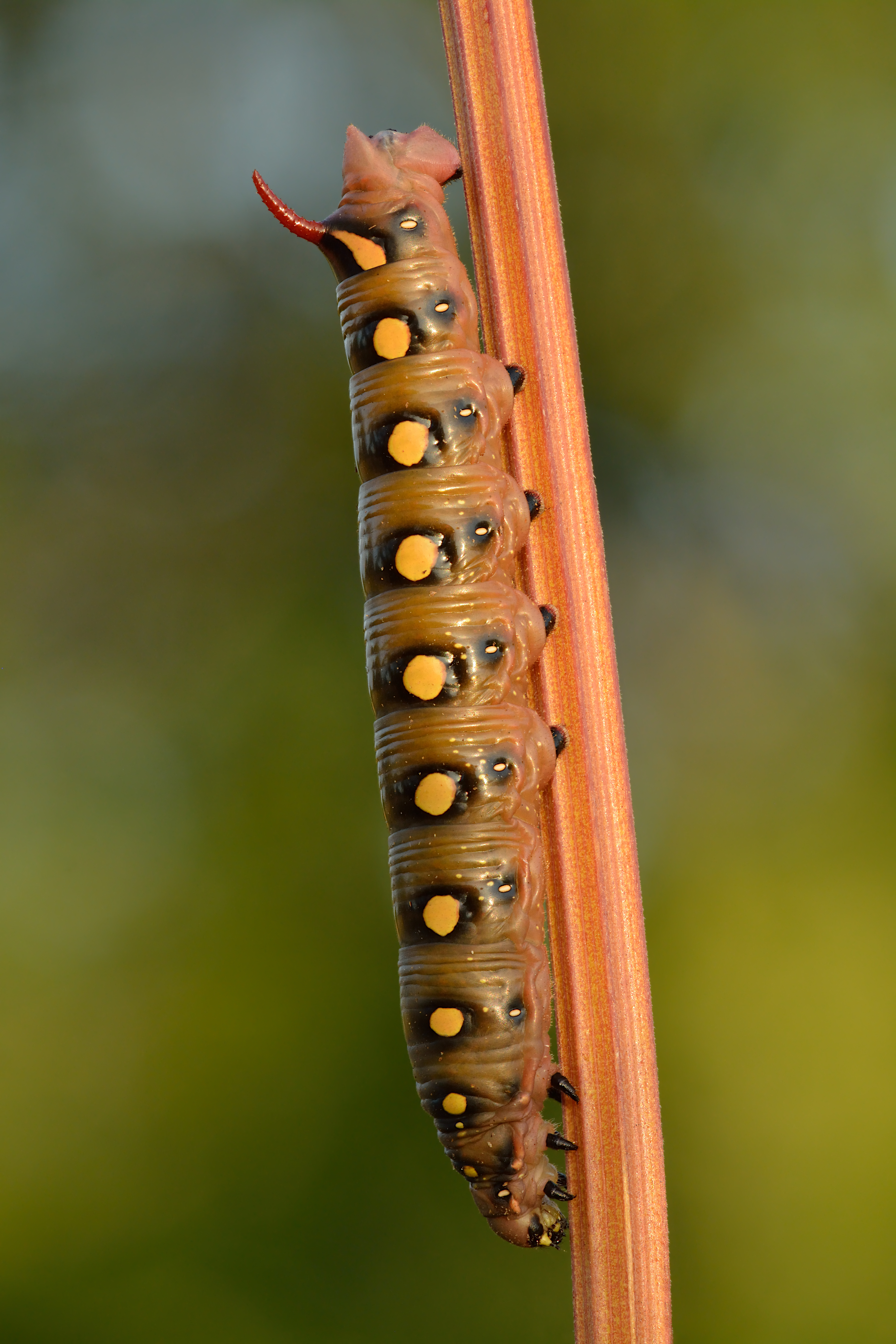
Гусениця

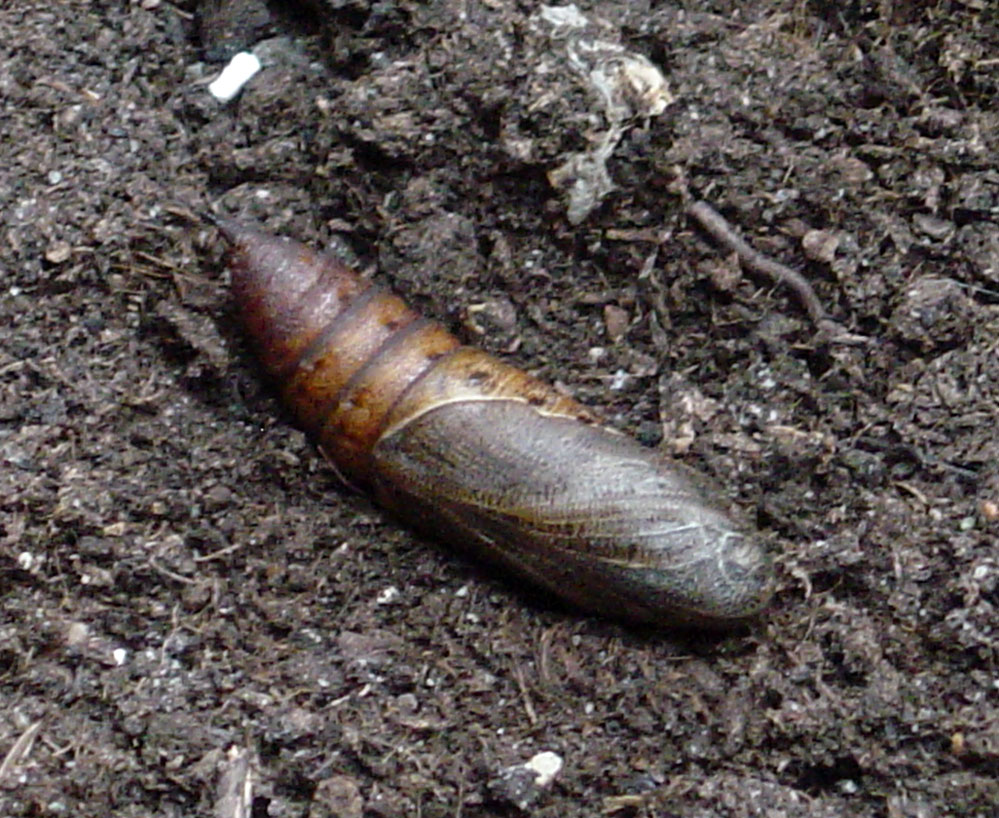
Лялечка

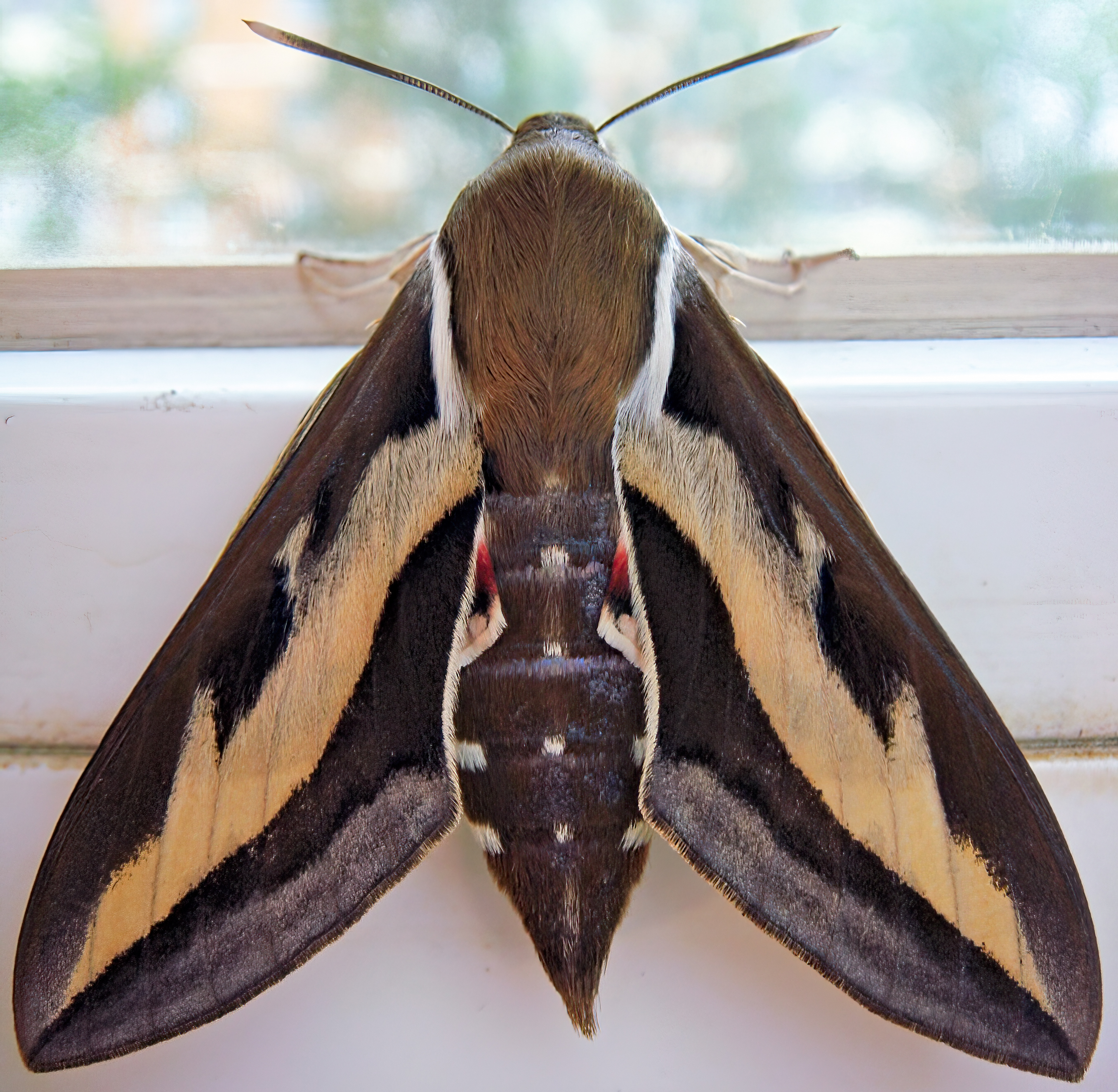
Імаго